# Kwonkan turrigera
Espèce
Synonymes
- Aname turrigera Main, 1994

Kwonkan turrigera est une espèce d'araignées mygalomorphes de la famille des Anamidae.

## Distribution
Cette espèce est endémique d'Australie. Elle se rencontre en Australie-Occidentale vers Balladonia et Mallura et en Australie-Méridionale vers Minnipa, Yalata, Lock et Ardrossan.

## Description
La carapace de la femelle holotype mesure 4,6 mm de long sur 3,5 mm.

## Systématique et taxinomie
Cette espèce a été décrite sous le protonyme Aname turrigera par Main en 1994. Elle est placée dans le genre Kwonkan par Harvey, Hillyer, Main, Moulds, Raven, Rix, Vink et Huey en 2018.

## Publication originale
- Main, 1994 : Biosystematics of Australian mygalomorph spiders: Description of a new species of Aname and its aerial tube (Araneae: Nemesiidae). Journal of the Royal Society of Western Australia, vol. 77, no 3, p. 65-69.